# Raimundo Orsi

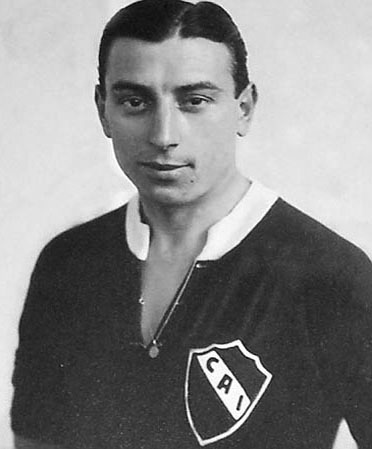
Raimundo Orsi im Trikot von Independiente

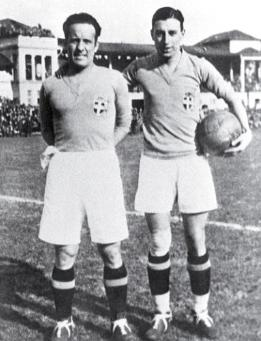
Orsi (r.) zusammen mit Mario Magnozzi im Trikot der italienischen Nationalmannschaft

Raimundo Bibian „Mumo“ Orsi (* 2. Dezember 1901 in Avellaneda; † 6. April 1986 in Santiago de Chile) war ein argentinisch-italienischer Fußballspieler.

## Karriere
Der Stürmer Mumo Orsi begann 1920 beim CA Independiente in seiner Heimatstadt Avellaneda. Mit der argentinischen Nationalmannschaft kam er 1928 nach Europa zu den Olympischen Sommerspielen in Amsterdam, wo sein Team die Silbermedaille hinter Uruguay gewann. Nach den Olympischen Spielen blieb er in Europa und spielte bis 1935 für Juventus Turin. Mit der legendären Juve-Mannschaft des Quinquennio d’Oro wurde er in dieser Zeit unter Carlo Carcano bzw. Carlo Bigatto und Benedetto Gola fünfmal italienischer Meister. Im Jahr 1929 wurde der italienischstämmige Orsi in Italien eingebürgert und lief fortan für die italienische Fußballnationalmannschaft auf. Bei der Fußball-Weltmeisterschaft 1934 in Italien war er dreifacher Torschütze und hatte maßgeblichen Anteil am ersten Weltmeistertitel für Italien. 1935 kehrte er nach Südamerika zurück und spielte nochmals für Independiente sowie für Peñarol Montevideo und Flamengo Rio de Janeiro.

## Erfolge

### Im Verein
- Italienischer Meister: 1930/31, 1931/32, 1932/33, 1933/34, 1934/35
- Uruguayischer Meister: 1938
- Staatsmeister von Rio de Janeiro: 1939

### In der Nationalmannschaft
- Campeonato Sudamericano: 1927
- Silbermedaille bei den Olympischen Sommerspielen: 1928
- Europapokal der Nationalmannschaften: 1927–1930, 1933–1935
- Weltmeister: 1934

## Trivia
Im populären Jugendroman Elf Freunde müsst ihr sein (1955) des Sportreporters und Kabarettisten Sammy Drechsel ist Raimundo Orsi das Idol des Protagonisten Heini Kamke. Der teilweise autobiographisch geprägte Roman vermittelt den Eindruck, dass Orsi von zeitgenössischen Fachleuten als einer der besten Fußballer der Welt angesehen wurde, jedoch in Deutschland nahezu unbekannt war.